# Molí del Solà
El Molí del Solà fou una molí del terme municipal de Monistrol de Calders, de la comarca del Moianès.
Era a llevant de la masia del Solà, a la dreta del torrent de l'Om, tot i que la seva bassa s'alimentava de les aigües de la riera de Sant Joan, que captava al Molí de Saladic. Estava situat davant del Pont del Solà, al lloc que ara ocupa la segona casa de llevant de l'avinguda del Pare Tarrés (popularment la Platanera).
Feia la doble funció de molí de blat i de serradora, la roda de la qual movien les aigües dutes per la séquia que omplia la bassa del molí. Actualment es conserva la bassa superior i la caseta reguladora de la seva aigua, i han desaparegut l'edifici principal i el carcabà.